# 55 Years Young ...All That Jazz
55 Years Young …All That Jazz è un album di Sergio Coppotelli registrato dal vivo, il 16 maggio 1985, presso il club Le Roi di Arezzo.
All'epoca, questa performance live venne trasmessa sulla Terza Rete Rai nella trasmissione Jazz Club.

## Tracce
1. Everithing's Music
2. Dinner Bluesette
3. Stratos
4. Summer Dream
5. Calypso For You
6. Suspense (Suite)

## I musicisti
- Sergio Coppotelli: chitarra
- Massimo Urbani: sax alto
- Stefano Sabatini: piano
- Massimo Moriconi: contrabbasso
- John Arnold: batteria